# Перес, Паскуаль Николас
Паскуаль Никола́с Перес (исп. Pascual Nicolás Pérez; 4 марта 1926, Родео-дель-Медио, провинция Мендоса, Аргентина — 22 января 1977, Буэнос-Айрес, Аргентина) — аргентинский боксёр-профессионал, выступавший в наилегчайшей (Flyweight) весовой категории. Чемпион мира по версии ВБА (WBA). Чемпион Летних Олимпийских игр 1948 года.
Наилучшая позиция в мировом рейтинге: ??-й.

## Результаты боёв
В таблице перечислены результаты всех поединков боксёров.
В каждой строке указан результат поединка. Дополнительно номер поединка обозначен цветом, который обозначает итог поединка. Расшифровка обозначений и цветов представлена в нижеследующей таблице.
| Пример | Расшифровка                     |
| ------ | ------------------------------- |
|        | Победа                          |
|        | Ничья                           |
|        | Поражение                       |
|        | Планируемый поединок            |
|        | Поединок признан несостоявшимся |
| КО     | Нокаут                          |
| ТКО    | Технический нокаут              |
| PTS    | Решение судей (по очкам)        |
| UD     | Единогласное решение судей      |
| MD     | Решение большинства судей       |
| SD     | Раздельное решение судей        |
| RTD    | Отказ от продолжения боя        |
| DQ     | Дисквалификация                 |
| NC     | Поединок признан несостоявшимся |

| Бой | Дата            | Соперник           | Судьи | Место боя                          | Раундов | Результат | Дополнительно |
| --- | --------------- | ------------------ | ----- | ---------------------------------- | ------- | --------- | ------------- |
| 99  | 15 марта 1964   | Эухенио Уртадо     |       | Гимнасио Насиональ, Панама, Панама | 10      | Поражение | ТКО6          |
| 98  | 19 октября 1963 | Эфрен Торрес       |       | Гвадалахара, Халиско, Мексика      | 10      | Поражение | КО3           |
| 97  | 9 августа 1963  | Адольфо Оссес      |       | Guayaquil, Эквадор                 | 10      | Победа    | по очкам      |
| 96  | 26 июля 1963    | Бернардо Карабалло |       | Богота, Колумбия                   | 10      | Поражение | По очкам      |
| 95  | 16 июня 1963    | Мануэль Морено     |       | Гимнасио Насиональ, Панама, Панама | 10      | Победа    | UD10          |
|     |                 |                    |       |                                    |         |           |               |
| Бой | Дата            | Соперник           | Судьи | Место боя                          | Раундов | Результат | Дополнительно |